# 南襄阳郡
南襄阳郡，中国南北朝时设置的郡。
西魏时改南襄郡置南襄阳郡，治所在重阳县（今湖北省南漳县西南东林乡），下辖重阳县和上黄县。属于襄州。北周废除上黄县，重阳县改名思安县。隋文帝开皇三年（583年）废南襄阳郡。所辖思安县归属襄州。